# Okres Pajęczno
Okres Pajęczno (polsky Powiat pajęczański) je okres v polském Lodžském vojvodství. Rozlohu má 803,77 km² a v roce 2020 zde žilo 50 952 obyvatel. Sídlem správy okresu je město Pajęczno.

## Gminy
Městsko-vesnické:
- Działoszyn
- Pajęczno

Vesnické:
- Kiełczygłów
- Nowa Brzeźnica
- Rząśnia
- Siemkowice
- Strzelce Wielkie
- Sulmierzyce

## Města
- Działoszyn
- Pajęczno

## Sousední okresy
| Růžice kompasu | Wieluń          | Bełchatów      | Bełchatów   | Růžice kompasu |
| Růžice kompasu | Wieluń          | Sever          | Radomsko    | Růžice kompasu |
| Růžice kompasu | Wieluń          | Okres Pajęczno | Radomsko    | Růžice kompasu |
| Růžice kompasu | Wieluń          | Jih            | Radomsko    | Růžice kompasu |
| Růžice kompasu | Kłobuck, Wieluń | Kłobuck        | Częstochowa | Růžice kompasu |